# آندری فومین
آندری فومین (انگلیسی: Andriy Fomin؛ زادهٔ ۱۴ نوامبر ۱۹۷۷) اسکیت‌باز سرعت اهل اوکراین است.

## حرفه
وی همچنین از اسکیت‌بازان سرعت در بازی‌های المپیک زمستانی ۲۰۰۲ بوده‌است.